# Mausolée de Shah Dana Shaheed
 (septembre 2024).
Le  Mausolée de Shah Dana Shaheed  est un édifice situé à Multan, dans le Pendjab au Pakistan. Il fut construit pour le sunnite Shah Dana Shaheed et complété en 1270.